# كيمو ليوبولدو
كيمو ليوبولدو (بالإنجليزية: Kimo Leopoldo؛ مواليد 4 يناير 1968) هو مُقاتل فنون قتالية مختلطة أمريكي مُعتزل.

## وصلات خارجية
- كيمو ليوبولدو على موقع يو إف سي (الإنجليزية)
- كيمو ليوبولدو على موقع شيردوغ (الإنجليزية)
- كيمو ليوبولدو على موقع Tapology.com (الإنجليزية)
- كيمو ليوبولدو على موقع IMDb (الإنجليزية)
- كيمو ليوبولدو على موقع ألو سيني (الفرنسية)
- كيمو ليوبولدو على موقع أول موفي (الإنجليزية)
- كيمو ليوبولدو على موقع قاعدة بيانات الفيلم (الإنجليزية)
- كيمو ليوبولدو على موقع كينوبويسك (الروسية)